# Leonid Issaakowitsch Jarmolnik

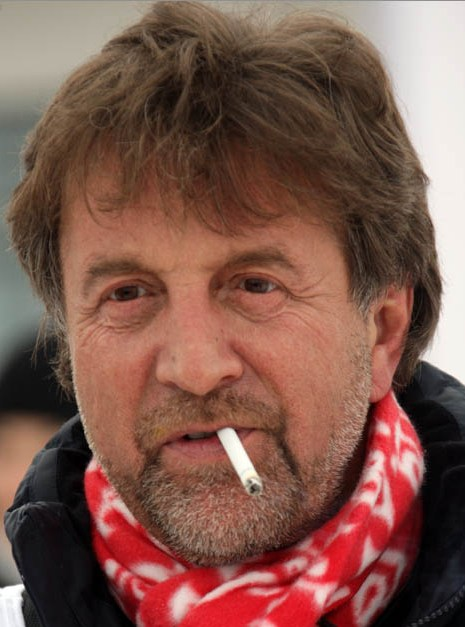
Leonid Issaakowitsch Jarmolnik (2009)

Leonid Issaakowitsch Jarmolnik (russisch Леони́д Исаа́кович Ярмо́льник, wiss. Transliteration Leonid Isaakovich Yarmolnik; * 22. Januar 1954 in Grodekowo, Region Primorje, RSFSR, Sowjetunion) ist ein russischer Schauspieler, Synchronsprecher und Filmproduzent.

## Leben
Jarmolnik stammt aus einer Offiziersfamilie. 1960 zog die Familie nach Lwiw, wo er eine Musikschule besuchte und später eine Schauspielschule am Lwiw Folk Theatre. Ab 1972 studierte er an der Schtschukin-Theaterhochschule, von 1976 bis 1984 war er Schauspieler am Taganka-Theater.
Jarmolnik ist seit Mitte der 1970er Jahre als Schauspieler, seit Ende der 1980er Jahre als Synchronsprecher tätig. Seit 1995 tritt er zusätzlich als Filmproduzent in Erscheinung. Er ist Gründer des Filmstudios Studio L-Club. Er verkörperte die Rolle des Otets Igorya in der Love in the Big City-Reihe und mimte die verschiedensten Charaktere in Filmen und Serien. 2001 erhielt er für seine Leistung in Die Baracke den Staatspreis der Russischen Föderation.
Seit 1983 befindet er sich in zweiter Ehe mit der russischen Maskenbildnerin Oksana Yarmolnik. Die beiden sind Eltern eines Kindes.

## Filmografie (Auswahl)

### Schauspieler
- 1974: Vashi prava? (Ваши права?) (Fernsehfilm)
- 1975: Bez prava na oshibku (Без права на ошибку)
- 1976: Town People (Gorozhane/Горожане)
- 1979: That Munchhausen/The Very Same Munchhausen (Tot samyy Myunkhgauzen/Тот самый Мюнхгаузен) (Fernsehfilm)
- 1980: Der Detektiv (Syschtschik/Сыщик)
- 1980: In einer herrlichen Kindheit (V odno prekrasnoye detstvo/В одно прекрасное детство)
- 1981: Die Frau in Weiß (Zhenshchina v belom/Женщина в белом)
- 1981: Märchen in der Nacht erzählt (Skaska, rasskasannaja notschju/Сказка, рассказанная ночью)
- 1981: Saschka (Sashka/Сашка)
- 1981: Shutka?!... (Шутка?...) (Kurzfilm)
- 1982: Cathedra (Kafedra/Кафедра) (Fernsehfilm)
- 1982: Vozvrashchenie rezidenta (Возвращение резидента)
- 1982: Island at Noon (Остров в полдень) (Kurzfilm)
- 1983: Look for a Woman (Ishchite zhenshchinu/Ищите женщину) (Fernsehfilm)
- 1983: Inspektor Losev (Инспектор Лосев) (Mini-Serie)
- 1983: The Sparrow on Ice (Vorobey na ldu/Воробей на льду)
- 1983: Parol 'Otel Regina' (Пароль «Отель Регина»)
- 1983: Lyubovyu za lyubov (Любовью за любовь)
- 1984: Peppi Dlinnytschulok (Пеппи Длинныйчулок) (Fernsehfilm)
- 1984: Investigator by Profession (Professiya – sledovatel/Профессия - следователь) (Mini-Serie, 5 Episoden)
- 1984: TASS Is Authorized to Declare... (TASS upolnomochen zayavit.../ТАСС уполномочен заявить...) (Mini-Serie)
- 1984: Hotel Zum kupfernen Engel (Mednyy angel/Медный ангел)
- 1984: Kapitan Frakass (Капитан Фракасс) (Mini-Serie)
- 1984: Hero of Her Romance (Geroy eyo romana/Герой ее романа)
- 1985: Unexpected, Unforeseen (Nezhdanno-negadanno/Нежданно-негаданно)
- 1985: Sozvezdiye lyubvi (Созвездие любви) (Fernsehfilm)
- 1985: Slonyonok zabolel (Слонёнок заболел) (Kurzfilm)
- 1985: About the Cat... (Pro kota.../Про кота...) (Fernsehfilm)
- 1986: Mikhaylo Lomonosov (Михайло Ломоносов) (Mini-Serie, Episode 1x06)
- 1986: Konets operatsii Rezident (Конец операции «Резидент»)
- 1986: Stargazer (Zvezdochyot/Звездочёт)
- 1986: Argonavtebi (Веселая хроника опасного путешествия)
- 1987: Pilgrim’s Captain (Kapitan ‘Piligrima‘/Капитан «Пилигрима»)
- 1987: A Man from Boulevard des Capucines (Chelovek s bulvara Kaputsinov/Человек с бульвара Капуцинов)
- 1987: Ungewöhnliche Abenteuer von Karik und Walja (Neobyknovennyye priklyucheniya Karika i Vali/Необыкновенные приключения Карика и Вали)
- 1987: Kto ty, vsadnik? (Кто ты, всадник?)
- 1987: Klub zhenshchin (Клуб женщин)
- 1988: Yolki-palki (Ёлки-палки!..)
- 1988: Frenchman (Frantsuz/Француз)
- 1989: A Girl from Rouen Nicknamed Doughnut (Ruanskaya deva po prozvishchu Pyshka/Руанская дева по прозвищу Пышка) (Fernsehfilm)
- 1989: Ne soshlis kharakterami (Не сошлись характерами) (Fernsehfilm)
- 1989: Two Arrows. The Crime Story from the Stone Age (Dve strely. Detektiv kamennogo veka/Две стрелы. Детектив каменного века)
- 1990: Private Detective, or Operation Cooperation (Chastnyy detektiv, ili operatsiya ‘Kooperatsiya‘/Частный детектив, или Операция «Кооперация»)
- 1990: The Passport (Pasport/Паспорт)
- 1991: Crazies (Choknutye/Чокнутые)
- 1991: Bozhya tvar (Божья тварь)
- 1991: Swamp Street, or the Cure Against Sex (Bolotnaya strit, ili sredstvo protiv seksa/Болотная street, или Средство против секса)
- 1991: 7 dney s russkoy krasavitsey (7 днeй с русской красавицей)
- 1992: Odisseya Kapitana Blada (Одиссея капитана Блада)
- 1992: Waltz of Golden Taurusus (Vals zolotykh teltsov/Вальс золотых тельцов)
- 1994: Nastya (Настя)
- 1994: Coffee with Lemon (Kafe im Limon/Кофе с лимоном)
- 1995: Moscow Vacation (Moskovskie kanikuly/Московские каникулы)
- 1995: Heads and Tails (Oryol i reshka/Орел и решка)
- 1996: Operation Happy New Year (Operatsiya ‘S novym godom‘/Операция «С новым годом») (Fernsehfilm)
- 1996: New Year Story (Novogodniye istorii/Новогодняя история)
- 1999: Die Baracke (Barak/Барак)
- 1999: Perekryostok (Перекресток)
- 2000: Chyornaya komnata (Черная комната) (Fernsehserie, Episode 1x09)
- 2001: Bremenskie muzykanty (Бременские музыканты & Co)
- 2004: My Step Brother Frankenstein (Moy svodnyy brat Frankenshteyn/Мой сводный брат Франкенштейн)
- 2005: Delo o 'Myortvykh dushakh' (Дело о мёртвых душах) (Mini-Serie)
- 2006: Wächter des Tages – Dnevnoi Dozor (Dnevnoy dozor/Дневной дозор)
- 2006: Svyaz (Связь)
- 2006: Moscow Mission (Obratnyy otschet/Обратный отсчет)
- 2006: Zakoldovannyy uchastok (Заколдованный участок) (Fernsehserie)
- 2008: Fathers and Children (Ottsy i deti/Отцы и дети) (Fernsehserie)
- 2008: Hipsters (Stilyagi/Стиляги)
- 2010: Love in the Big City 2 (Lyubov v bolshom gorode 2/Любовь в большом городе 2)
- 2010: Chelovek s bulvara Kaputsinok (Человек с бульвара КапуциноК)
- 2011: Realnaya skazka (Реальна казка)
- 2012: Familie und andere Katastrophen (Moya bezumnaya semya/Моя безумная семья)
- 2012: Good Evening (Mini-Serie)
- 2013: Es ist schwer, ein Gott zu sein (Trudno byt bogom/История арканарской резни)
- 2013: Sherlock Holmes (Sherlok Kholms/Шерлок Холмс)
- 2014: Love in the Big City 3 (Lyubov v bolshom gorode 3/Любовь в большом городе 3)
- 2014: Lyubov v bolshom gorode 3 (Любовь в большом городе 3) (Mini-Serie, 8 Episoden)
- 2015: Ded 005 (Дед 005)
- 2015: Perevodchik (Переводчик)
- 2016: Guardians of the Night – The Vampire War (Nochnye strazhi/Ночные стражи)
- 2019: Odessa (Одесса)
- 2020: What Silence Gerda Knows (Ko zina Klusa Gerda)
- 2024: Der Meister und Margarita (Мастер и Маргарита)

### Synchronsprecher

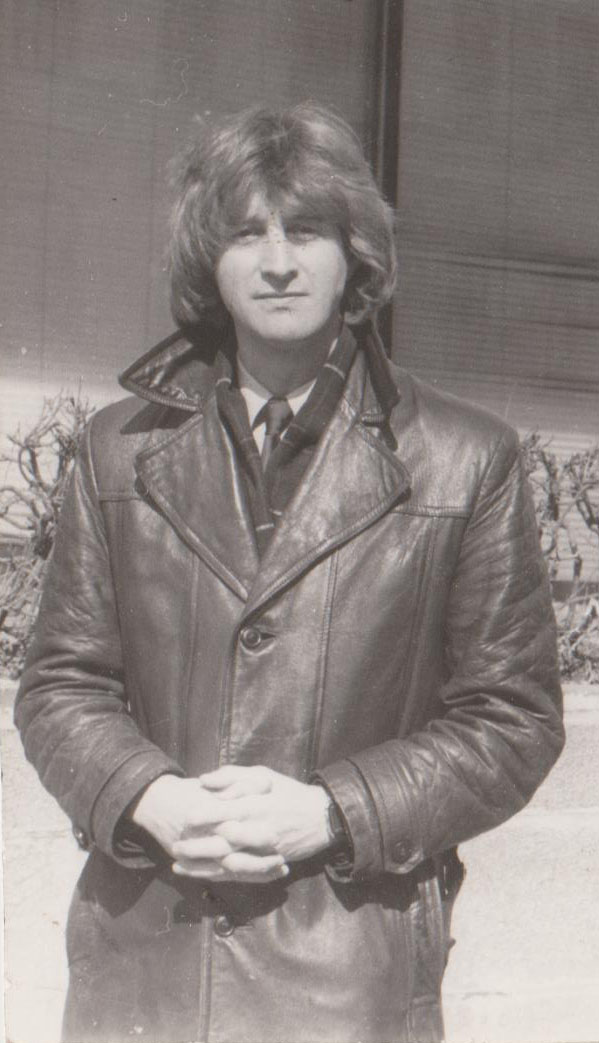
Leonid Issaakowitsch Jarmolnik (1985)

- 1987: Three Little Froggies #1 (Tri lyagushonka/Три лягушонка (Выпуск 1)) (Animationskurzfilm)
- 1987: Schastlivyy Grigoriy (Счастливый Григорий) (Animationskurzfilm)
- 1988: Three Little Froggies #2 (Tri lyagushonka. Vypusk vtoroy/Три лягушонка (Выпуск 2)) (Animationskurzfilm)
- 1988: Doverchivyy drakon (Доверчивый дракон) (Zeichentrickfilm)
- 1992: Leato i Feofan. Partiya v poker. (Леато и Феофан: Партия в покер) (Zeichentrickfilm)
- 1994: Stranitsy rossiyskoy istorii. Zemlya predkov (Страницы Российской истории. Земля предков) (Zeichentrickfilm)
- 2008: Sonnet (Kurzfilm, Sprecherrolle)

### Produzent
- 1995: Moscow Vacation (Moskovskie kanikuly/Московские каникулы)
- 1999: Die Baracke (Barak/Барак)
- 1999: Perekryostok (Перекресток)
- 2004: My Step Brother Frankenstein (Moy svodnyy brat Frankenshteyn/Мой сводный брат Франкенштейн)
- 2007: Tiski (Тиски)
- 2008: Hipsters (Stilyagi/Стиляги)
- 2013: Ku! Kin-dsa-dsa (Ку! Кин-дза-дза) (Zeichentrickfilm)
- 2013: Es ist schwer, ein Gott zu sein (Trudno byt bogom/Трудно быть богом)
- 2016: Guardians of the Night – The Vampire War (Nochnye strazhi/Ночные стражи)
- 2019: Odessa (Одесса)